# Graphania scutata
Graphania scutata är en fjärilsart som beskrevs av Edward Meyrick 1929. Graphania scutata ingår i släktet Graphania och familjen nattflyn. Inga underarter finns listade i Catalogue of Life.